# Чеснок (деревня)
Чеснок — упразднённая деревня на территории Кондинского района Ханты-Мансийского автономного округа — Югры.

## География
Располагалась на межселенной территории, в прямом подчинении Кондинскому муниципальному району.

## История
К началу 1930-х годов в деревне Чеснок проживало 69 человек. Действовало 18 хозяйств, начальная школа. В 1930 году был образован колхоз имени Кирова, который занимался в основном рыбодобычей, охотой, сбором дикоросов. На основании решения Тюменского облисполкома за № 862 от 5 ноября 1965 года деревня была исключена из учётных данных административного деления Кондинского района.